# Gesellschaftshaus am Klosterbergegarten

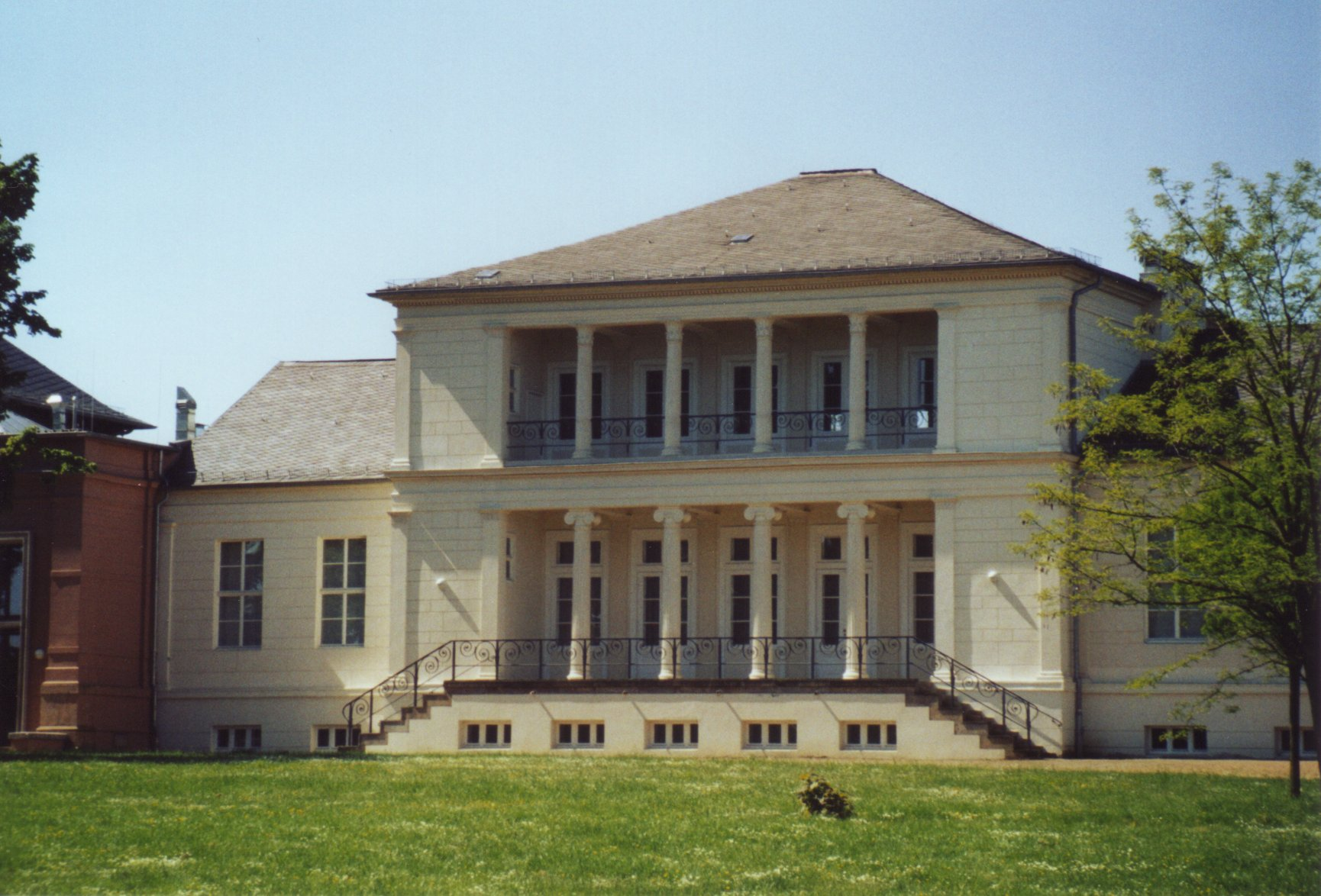
Gesellschaftshaus, Gartenseite des Schinkelsaals

Das Gesellschaftshaus am Klosterbergegarten ist ein nach Plänen von Karl Friedrich Schinkel errichtetes Veranstaltungsgebäude in Magdeburg am Rande des Klosterbergegartens. Es ist u. a. Sitz des Zentrums für Telemann-Pflege und -Forschung.

## Geschichte

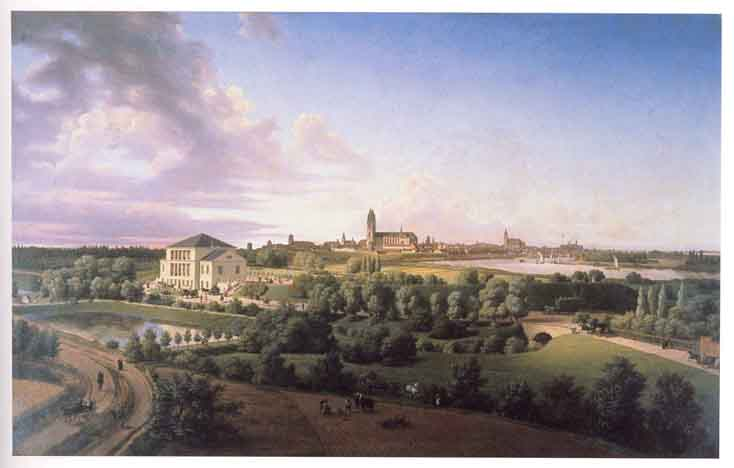
Friedrich-Wilhelms-Garten, 1831, Gemälde von Carl Hasenpflug

1824 kaufte die Stadt Magdeburg das Gelände des Klosters Berge. Die Gestaltung des Volksgartens übernahm Peter Joseph Lenné. Karl Friedrich Schinkel erstellte den Entwurf eines Gesellschaftshauses, das vier Jahre später nach Plänen des Magdeburger Stadtbaumeisters Friedrich Wilhelm Wolff fertiggestellt wurde. 1896 wurde ein Anbau realisiert.

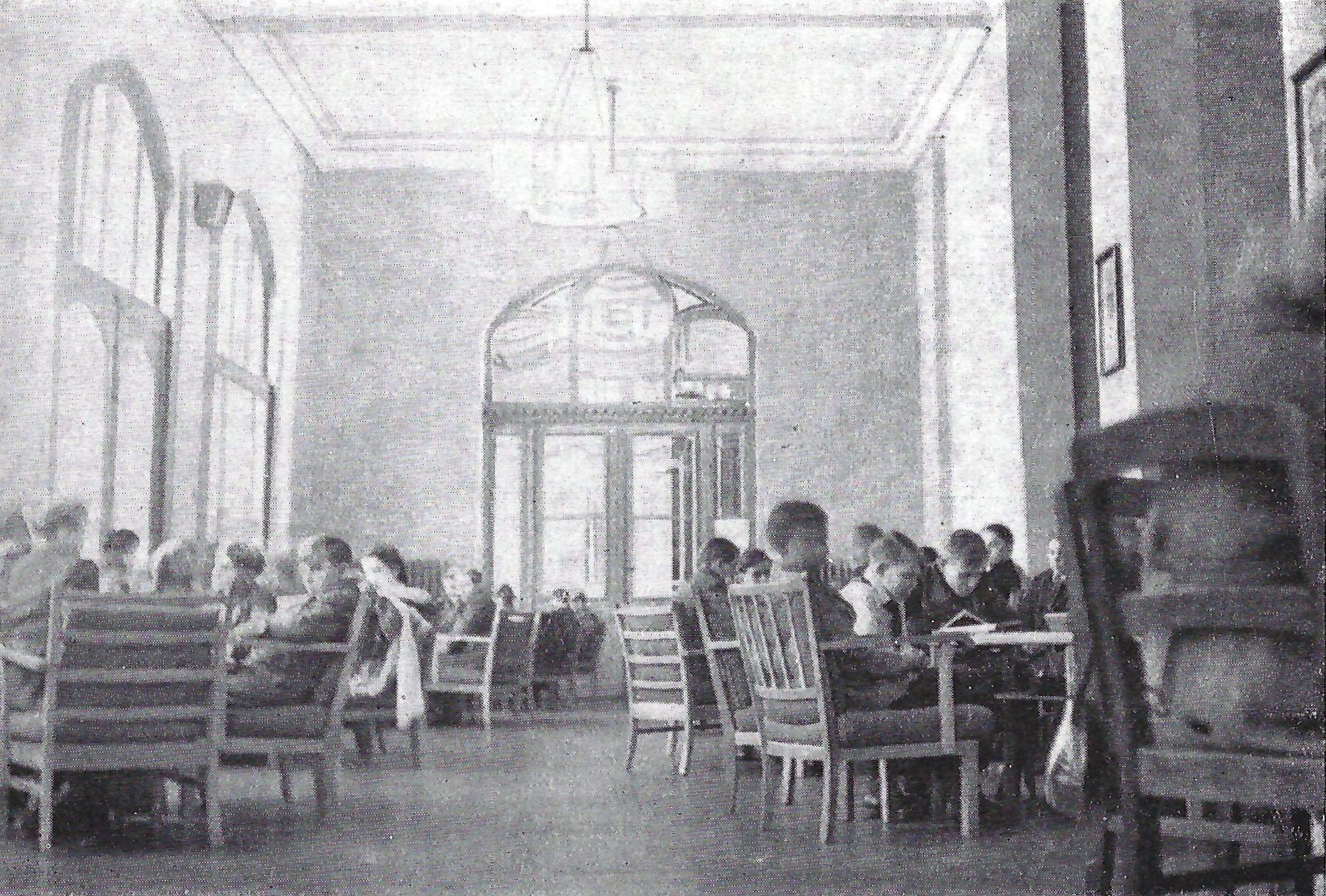
Pioniere im Haus um 1950

Bis zum Zweiten Weltkrieg war das Gesellschaftshaus einer der geselligsten Orte der Stadt Magdeburg. Von 1950 bis 1990 diente es als Haus der Pioniere, und hier hatten zahlreiche Arbeitsgemeinschaften ihren Sitz.
Nach der Wende erfolgte eine grundlegende Sanierung des Gebäudes, mit der alle Teile des Gebäudes an den jeweiligen Erbauungszustand angenähert und gleichzeitig aktuelle Bedürfnisse berücksichtigt wurden. 2005 wurde das Gebäude wiedereröffnet.

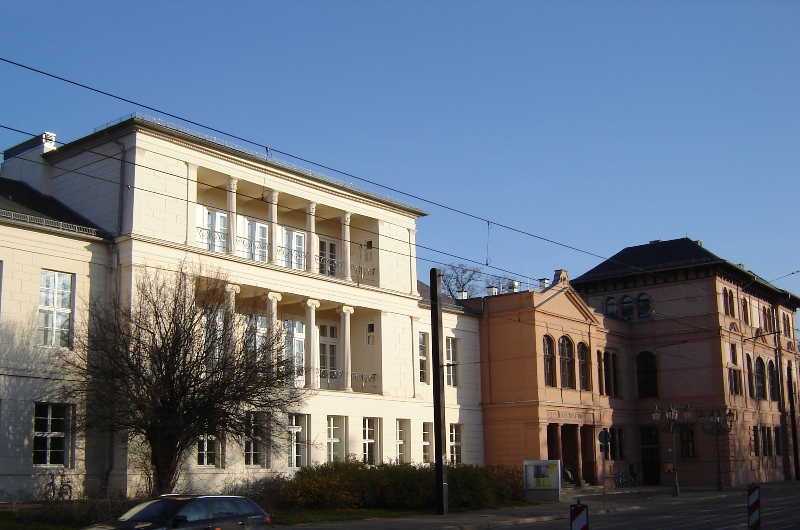
Gesellschaftshaus, Straßenseite

## Bauliche Gestaltung
Der auf Schinkel zurückgehende Teil ist klassizistisch gehalten. Das Gebäude verfügt über zwei Stockwerke. Im oberen befinden sich zwei große Säle, der Schinkelsaal und der Gartensaal. Beiden Sälen sind Terrassen mit Treppen zum Klosterbergegarten vorgelagert.
Daneben verfügt das Gebäude über ein repräsentatives Treppenhaus und mehrere Salons. Im Erdgeschoss sind Serviceräume wie Garderobe und Toiletten untergebracht.

## Heutige Nutzung
Die Säle werden für Kammerkonzerte, Lesungen und Theateraufführungen genutzt. Das Gesellschaftshaus ist Sitz des Zentrums für Telemann-Pflege und -Forschung, das sich der Erforschung von Leben und Werk des berühmten Magdeburger Komponisten Georg Philipp Telemann, aber auch der Musikgeschichte Magdeburgs und der Region widmet.